# Большая Бердяшка
Большая Бердяшка (баш. Оло Бирҙәш) — река в Башкортостане, впадает в Павловское водохранилище.

## Физико-географическая характеристика
Длина реки 67 км (от истока ручья Амур), площадь водосборного бассейна — 560 км². Протекает в лесах на Уфимском плато на северо-востоке республики.
Берёт начало в Дуванском районе в 10 км к северо-востоку от деревни Бартым. Общее направление течения — юго-западное. От истока попадает в Караидельский район. Течёт вдоль населённых пунктов Бартым, Поперечная Гора, Комсомольский, Усть-Сухояз. Впадает в Юрюзанский залив Павловского водохранилища в деревне Абдуллино на северном берегу залива (до создания водохранилища являлась притоком реки Юрюзань).
Река умеренно извилистая с каменистым дном. Скорость течения до 0,5 м/с. В низовьях течение проходит в узкой глубокой долине, ширина русла составляет 10-15 м.
Основной приток — Медянка (длина 15 км, впадает в низовьях слева).

## Данные водного реестра
По данным государственного водного реестра России относится к Камскому бассейновому округу, водохозяйственный участок реки — Уфа от Нязепетровского гидроузла до Павловского гидроузла, без реки Ай, речной подбассейн реки — Белая. Речной бассейн реки — Кама.
Код объекта в государственном водном реестре — 10010201112211100023610.